# Abd al-Salam al-Ujayli
Abd al-Salam al-Ujayli (en arabe : عَبْد السَّلَام الْعُجَيْلِيّ / romanisation ALA-LC : ʻAbd al-Salām al-ʻUjaylī), né en 1917 ou en 1918 à Raqqa et mort le 5 avril 2006 dans la même ville, est un médecin et écrivain syrien qui a aussi mené des activités politiques.